# Vinni
Vinni è un comune rurale dell'Estonia nordorientale, nella contea di Lääne-Virumaa. Il centro amministrativo è il borgo (in estone alevik) di Pajusti.

## Località
Oltre al capoluogo, il comune comprende altri quattro borghi, Roela, Tudu, Vinni e Viru-Jaagupi, e 37 località (in estone küla):
Alavere, Allika, Anguse, Aravuse, Aruküla, Aruvälja, Inju, Kadila, Kakumäe, Kannastiku, Karkuse, Kaukvere, Kehala, Koeravere, Kulina, Küti, Lähtse, Lepiku, Mäetaguse, Mõdriku, Nurmetu, Obja, Palasi, Piira, Puka, Rasivere, Ristiküla, Rünga, Saara, Soonuka, Suigu, Tammiku, Vana-Vinni, Veadla, Vetiku, Võhu, Voore.